# Son Gokū (manga)
Son Gokū (孫悟空?) è un manga seinen di genere gekiga ideato dallo scrittore Kazuo Koike e dal disegnatore Gōseki Kojima. La serializzazione dell'opera è iniziata nell'aprile 1984 sulla rivista giapponese Manga Action e si è conclusa nel dicembre 1985, per poi essere raccolta in nove volumi tankōbon.

## Trama
Son Gokū è la libera trasposizione a fumetti de Il viaggio in Occidente, classico della letteratura cinese che annovera tra i suoi protagonisti il famoso re scimmia Sun Wukong.